# Raiffeisen Skywalk

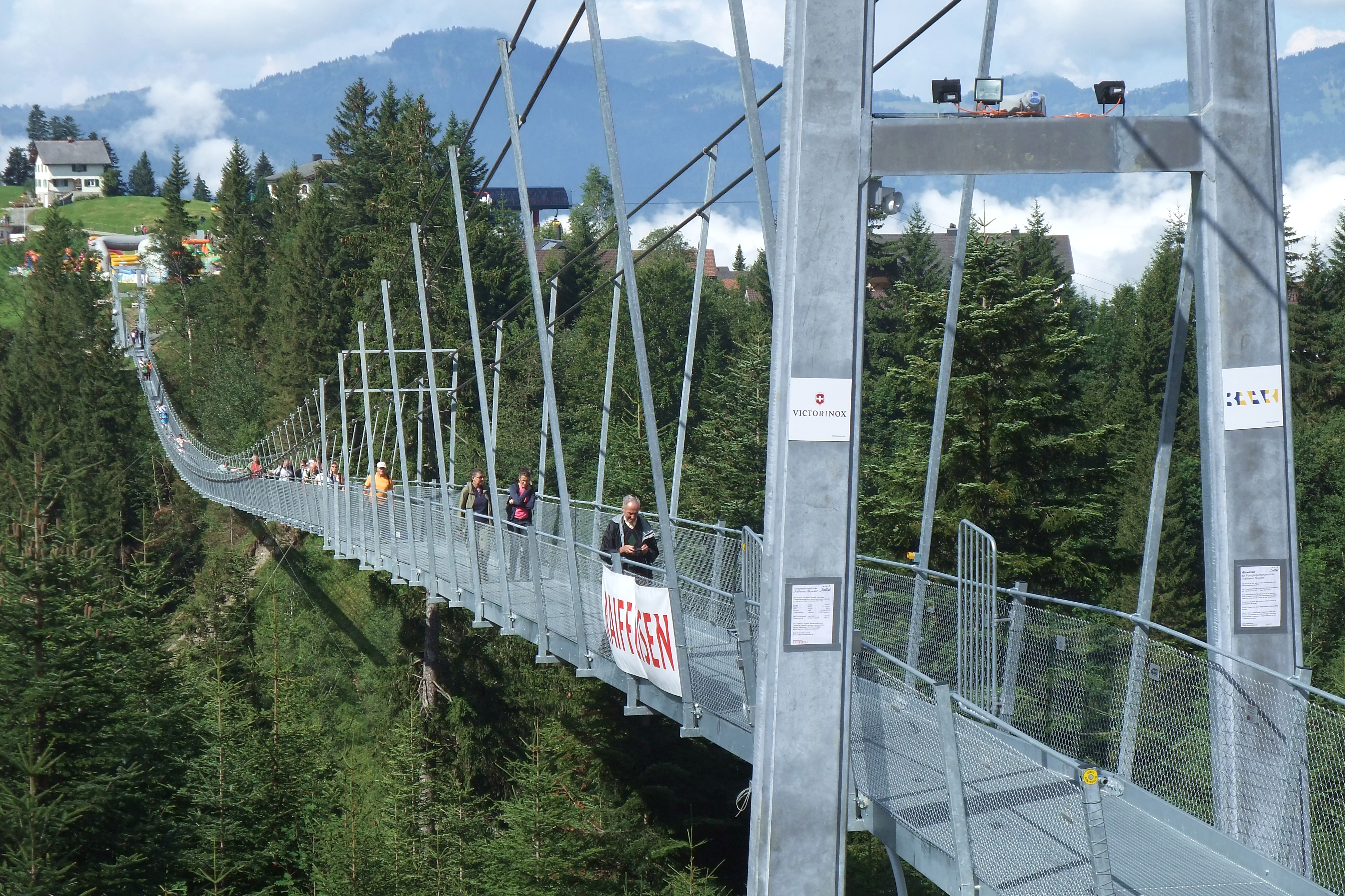
Der Raiffeisen Skywalk in Sattel

Der Raiffeisen Skywalk ist eine Fussgängerhängebrücke auf dem Mostelberg oberhalb von Sattel SZ im Schweizer Kanton Schwyz.
Sie hat eine Spannweite von 374 Metern. Damit galt sie bei ihrer Eröffnung 2010 als längste Fussgängerbrücke Europas.

## Beschreibung

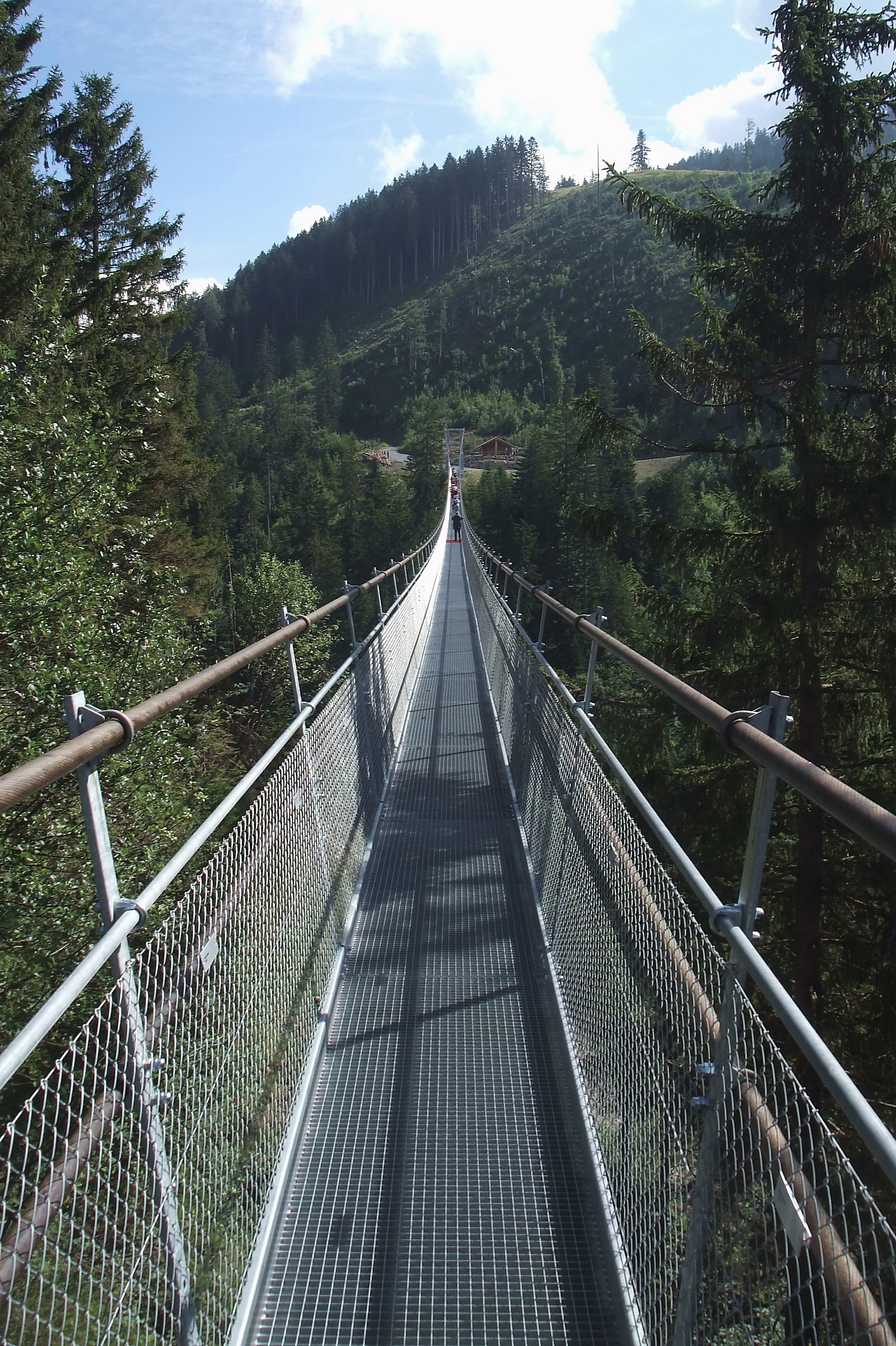
Die Lauffläche zwischen den Seilen besteht aus Gitterrosten.

Die Konstruktion hängt an vier 5 cm dicken Seilen, deren Tragkraft je 250 Tonnen beträgt. Die Brücke überspannt das rund 50 Meter tiefe Lauitobel und führt vom Mostelberg zum gegenüberliegenden Mäderenwald. Sie ist ganzjährig während den Betriebszeiten der Gondelbahn Sattel-Mostelberg geöffnet. An den beiden Enden ist die Brücke 180 cm breit, dazwischen verengt sie sich auf 90 cm. Mit Rollstühlen, Kinderwagen und Velos darf sie nur in einer Richtung benutzt werden. Vom Mäderenwald führt ein gut ausgebauter Wanderweg zum Herrenboden und zurück zum Mostelberg.

## Geschichte
Die Sattel-Hochstuckli AG plante den Bau einer der weltweit längsten Fussgängerbrücken für eine bessere Auslastung des Erholungsgebiets. Sponsoren, darunter die namensgebende Bankengruppe Raiffeisen, beteiligten sich finanziell an den Kosten von 1,5 Millionen Franken.
Im April 2010 balancierte Seilartist Freddy Nock auf dem ersten Seil über das Lauitobel. Im Mai wurden die neun Meter hohen Stützen errichtet, im Juni die Brückenelemente mittels eines Krans platziert. Am 10. Juli wurde der Raiffeisen Skywalk eröffnet.